# Stöðvarfjörður
Stöðvarfjörður é uma localidade na Islândia. Em 2018 tinha uma população de cerca de 184 habitantes.